# Om ett folk vill leva
Om ett folk vill leva är en teaterpjäs skriven av Axel Kielland.
Den uruppfördes på Nya Teatern i Stockholm den 1 september 1943. Handlingen utspelar sig i det under andra världskriget tyskockuperade Norge. Några av rollerna spelades av Gunnar Björnstrand, Stig Järrel, Gunn Wållgren och Bengt Ekerot. Efter att pjäsen premiärspelats kom klagomål från tyskt håll, Svenska regeringen ingrep den 3 september samma år, och totalförbjöd teaterpjäsens vidare framförande. Pjäsen kom senare att ges ut i bokform och kan läsas som prosa. Illustrerad med ett tiotal fotografier från föreställningen.